# Chalce
Chalce és una característica d'albedo a la superfície de Mart, localitzada amb el sistema de coordenades planetocèntriques a -49.67 ° latitud N i 360 ° longitud E. El nom va ser aprovat per la UAI l'any 1958 i fa referència a Khalki, l'illa a l'oest de Rodes.